# COLLABOLATED
『COLLABORATED』（コラボレイテッド）は、日本のポップ・ロックバンドMONKEY MAJIKが、2019年3月6日に発売したコラボレーション・アルバム。

## 概要
前作『enigma』から1年ぶりとなるアルバム作品で、コラボアルバムとしては初めての作品。音楽性、キャラクター、パフォーマンスなど、メンバーが惹かれてやまない10組の男性アーティストとのコラボレーション作品を収録。
CD＋DVD盤、CD＋Blu-ray盤、CD盤の3形態で発売。DVDおよびBDには『ウマーベラス』『クリスマスキャロルの頃には -NORTH FLOW-』のミュージックビデオと、MONKEY MAJIKへのインタビュー映像を収録。

## 収録曲
1. ウマーベラス
  - お笑いコンビサンドウィッチマンとのコラボレーション曲。『サンドのぼんやり〜ぬTV』（東北放送）オープニングテーマ。
2. BLiNK
  - UQiYOとのコラボレーション曲。
3. Funny Faces
  - THE CHARM PARKとのコラボレーション曲。
4. 留学生
  - 岡崎体育とのコラボレーション曲。英語にも日本語にも聞こえる歌詞のトリックソング。MaynardとBlaiseが出演したNHK系連続テレビ小説『まんぷく』にて共演したことがきっかけとなり、今回のコラボレーションに至った[1]。
  - 2019年3月5日にはメンバーと岡崎が出演するプロモーションビデオが公開された[2]。
5. Promenade
  - 大橋トリオとのコラボレーション曲。
6. Million Stars
  - SIRUPとのコラボレーション曲。
7. The Sandwich Man -part 2-
  - シングル『ウマーベラス』収録曲の別バージョン。
8. クリスマスキャロルの頃には -NORTH FLOW-
  - 稲垣潤一、GAGLEとのコラボレーション曲。
9. A.I. am Human -TOSHIKI KONDO Ukulele ver.-
  - ウクレレプレーヤー、近藤利樹によるアレンジバージョン。
  - このコラボが縁となり、同日発売である近藤のアルバム『Let's! ウクレレーション‼︎』には『Around The World feat.MONKEY MAJIK』が収録されている。
10. Tokyo lights -AmPm remix-
  - 日本人覆面ユニット、AmPmによるリミックス。
11. ウマーベラス -TeddyLoid remix-
  - TeddyLoidによるリミックス。

### 初回限定盤映像
1. 「ウマーベラス」 Music Video
2. 「クリスマスキャロルの頃には -NORTH FLOW-」 Music Video
3. 「MONKEY MAJIK スペシャルインタビュー」